# 希科里克里克 (密蘇里州奧德雷恩縣)
希科里克里克（英語：Hickory Creek）是位於美國密蘇里州奧德雷恩縣的鬼鎮。

## 歷史
希科里克里克的郵局於1840年設立，其後於1873年停運。

## 地理
希科里克里克所處的海拔為高於海平面221米（即725英呎），而該地所採用的時區為UTC-6，即北美中部時區（CST）。同時該地設有夏令時間，為UTC-6調快一小時，即UTC-5（CDT）。